# Erich Viehweger

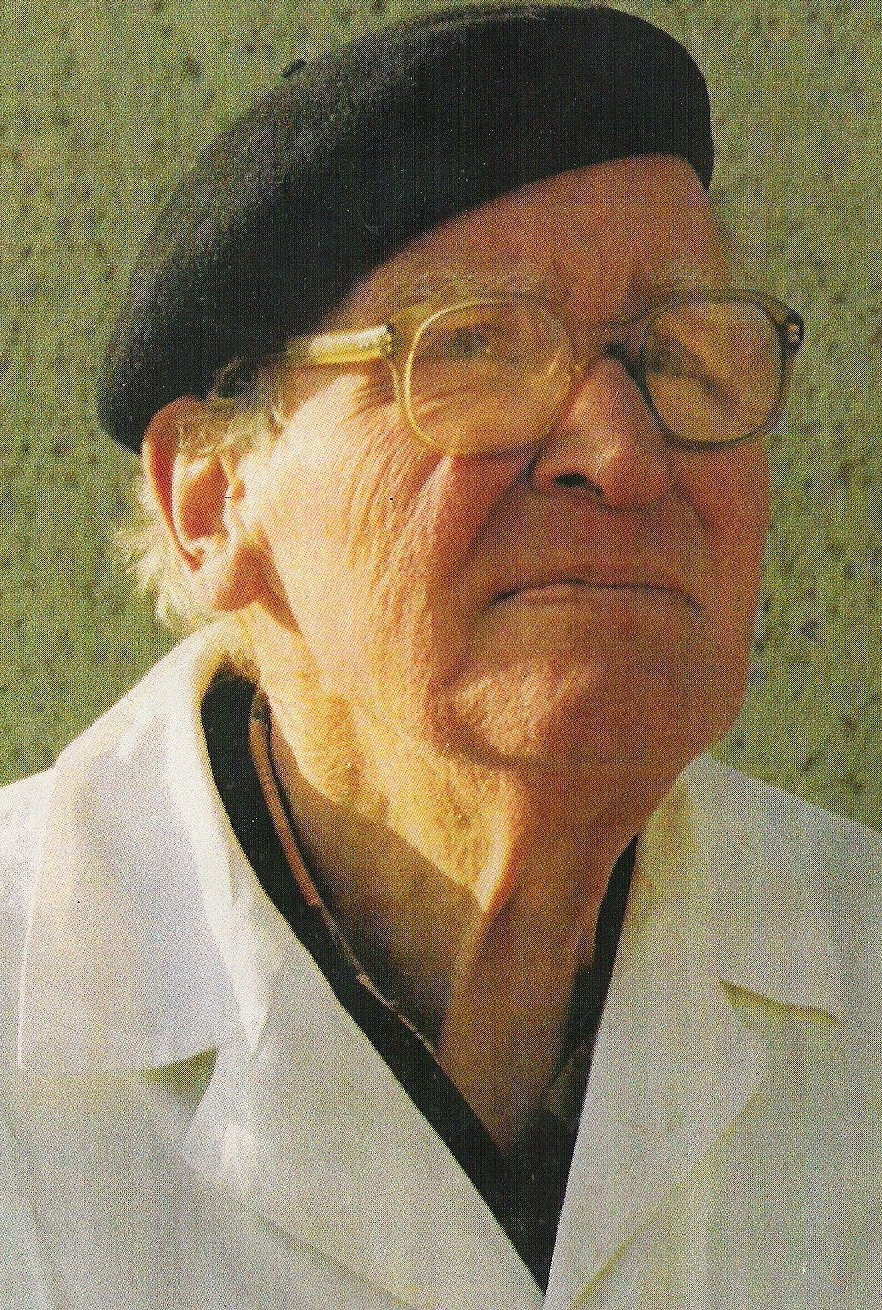

Erich Viehweger (* 29. Januar 1907 in Bremerhaven; † 20. Januar 1992 in Wartenburg) war ein deutscher Maler und Bühnenbildner.

## Leben
Viehweger wuchs mit drei Geschwistern auf. Ab 1913 besuchte er die örtliche Pestalozzischule. Schon von Kindheit an malte er sehr intensiv und talentiert. Darum hätte er nach Beendigung der Volksschule gern eine Kunstschule besucht. Das erlaubte die ökonomische Situation der Familie, auf Grund des Todes des Vaters 1916 in der Skagerrak-Schlacht, jedoch nicht. Das zwang Viehweger 1921 eine Lehre als Dekorationsmaler aufzunehmen, die er 1925 abschloss. Zusätzlich hatte er in den Jahren wöchentlich bei seinem Lehrmeister Wilhelm Lohaus Privatstunden in Malen genommen.
Auf Viehwegs Antrag gewährte ihm die Stadt Bremerhaven ein Stipendium von monatlich 100 Mark für vier Jahre. Das ermöglichte es ihm ab 1925 an den Vereinigten Staatsschulen in Berlin-Charlottenburg (der späteren Hochschule für Bildende Künste) ein Studium aufzunehmen. Seine Professoren waren Boehland, Fischer und Koch in den Fächern Malerei und Grafik, Dannenberg in Materialkunde sowie Kutschmann in Wandmalerei. Letzterer hatte 1927 einen Auftrag erhalten die Wandmalereien im Wittenberger Rathaus zu restaurieren, wobei ihn auch Viehweger unterstützte, um sich etwas zusätzliches Geld zu verdienen. Daneben beteiligte er sich während der Studienzeit in Bremerhaven an Ausstellungen in der Kunsthalle.
In Berlin lernte er seine spätere Frau Rosa Hannemann kennen, die Tochter eines Wartenburger Gastwirtes. 1934 gingen sie die Ehe ein (in der zwei Töchter geboren wurden), verblieben aber weiterhin in Berlin. Seit Studienabschluss 1929 war Viehweger als freischaffender Kunstmaler tätig. Den Leiter des Lessing-Museums, Georg Richard Kruse, kennen lernend, gab ihm dieser den Auftrag ein Bühnenbild für sein Kleintheater zu gestalten. Dafür viel Zustimmung erhaltend, erhielt Viehweger weitere Aufträge in diesem Genre. Ursprünglich daran kein Interesse habend, fand er an dieser Arbeit nun großes Gefallen.
In den 1920'er und 1930er Jahren besuchte Viehweger öfters seine Verwandten in Bremerhaven. Das nutzte er um von der Stadt, aber auch bei Ausflügen in das weite Umland, viele Aquarelle und Ölgemälde anzufertigen. 1939 suchte er Fischerhude auf, wo er die Bekanntschaft der Maler Hans Buch und Otto Modersohn machte.
Mit Beginn des Zweiten Weltkrieges wurde Viehweger 1939 zum Wehrdienst einberufen; sein erster Einsatz erfolgte in Polen. In der Folge führte ihn der Krieg quer durch Europa von der Kanalküste bis nach Stalingrad. Selbstverständlich immer seine Malutensilien dabei, war er auch während dieser Zeit künstlerisch tätig, indem er viele Bilder mit dokumentarischen Wert schuf.
Da seine Berliner Wohnung in der Flandernstraße 4 zerstört war, zog er 1945 in den Heimatort seiner Frau, nach Wartenburg. 1946 war es ihm möglich in der nahen Lutherstadt Wittenberg, in der Lutherhalle, seine erste große Ausstellung zu zeigen. Dessen Direktor Oskar Thulin, der Kunstgeschichte an der Universität Leipzig lehrte, beeinflusste ihn in der Folge nicht nur künstlerisch, sondern beauftragte ihn auch mit der gestalterischen Ausrichtung von Ausstellungen und Veranstaltungen. Ab 1947 wandte sich Viehweger für das Wittenberger Theater erneut der Bühnenbildgestaltung zu; 1948 erfolgte seine Festanstellung, ab dem Folgejahr sodann als Ausstattungsleiter. Bis 1969, als er aus Krankheitsgründen ausscheiden musste, gestaltete er mehr als 200 Bühnenbilder.
Während dieser Jahre war er jedoch auch ansonsten künstlerisch tätig. In der Lutherstadt Wittenberg gab es insgesamt 7 Ausstellungen seiner Werke.
Viehweger gehörte dem Verband Bildender Künstler in Halle (Saale) an. Dadurch war es ihm möglich in den 1970er Jahren Studienreisen nach Bulgarien, Ungarn und die Sowjetunion zu unternehmen; viele Bilder mit Ansichten dieser Länder waren das Ergebnis.
1972 (erneut 1982) verlieh ihm die Lutherstadt Wittenberg den Lucas-Cranach-Preis.

## Werk
Erich Viehweger dokumentierte mit seinen Ölgemälden, Aquarellen, Zeichnungen (kolorierte Feder-, Kohle und Bleistiftzeichnungen) sowie Grafiken seine Umwelt. Durch eine klare Strukturierung und oft vereinfachten Bildgegenständen sowie einer zumeist sanften, zarten Abstufung der Farben weisen seine Werke eine große Harmonie auf. Ab den 1950er Jahren wurde seine Handschrift temperamentvoller. Ende der 1980er Jahre entfernte er sich in seiner Arbeit von der gegenständlichen Malerei und schuf abstrakte Werke, deren Charakteristika Formen sowie Linien und gebrochene Farbaufträge sind.
Viehwegs umfangreiches Werk befinden sich heute zumeist in Privatbesitz, aber auch verschiedenen öffentlichen Galerien. Seiner Geburtsstadt Bremerhaven schenkte er 1990 alle Bilder, die er über die Stadt sowie deren umliegende Region angefertigt hatte. Die Arbeiten sind im Historischen Museum Bremerhaven zu sehen.
1967 erfolgte aus Anlass des Reformationsjubiläums 1517–1967 die Herausgabe einer Mappe mit 15 Originallithographien mit Ansichten der Lutherstadt Wittenberg.
2008 brachte das Augustinuswerk e.V., Wittenberg, einen Stadtführer Lutherstadt Wittenberg in Deutsch sowie Englisch heraus, in welchem zahlreiche Lithografien und Bilder des Künstlers enthalten sind.
Die Stadtwerke Wittenberg gaben für das Jahr 2011 einen Kalender mit Zeichnungen und Malereien von Erich Viehweger heraus. Mit diesen Veröffentlichungen existiert eine gedruckte Auswahl seiner besten Werke der Lutherstadt Wittenberg.

## Bühnenbildentwürfe (Auswahl)
- Auf verlorenem Posten (um 1954, Elbe-Elster-Theater Wittenberg)[3]

## Ausstellungen (unvollständig)

### Personalausstellungen
- 1973: Wittenberg, Staatliche Lutherhalle („Malerei, Grafik, Bühnenbild: Erich Viehweger“)
- 1990: Bremerhaven, im Morgenstern-Museum

#### Postum
- 2007: Wittenberg, Stadtkirche Wittenberg
- 2010: Wartenburg
- 2018: Bad Schmiedeberg, Schloss Pretzsch („Erich Viehweger – Retrospektive“)[1]

### Teilnahme an Ausstellungen
- 1954: Dresden, Albertinum („Das Bühnenbild“)

- 1974 und 1979: Halle/Saale, Bezirkskunstausstellungen